# Blues Incorporated
Blues Incorporated byla britská rhythm and bluesová skupina, založená v roce 1961. Původními členy byli kytarista a zpěvák Alexis Korner (frontman), zpěvák Long John Baldry, bubeník Charlie Watts, saxofonista Dick Heckstall-Smith a baskytarista Jack Bruce. Ve skupině se prostřídalo několik dalších hudebníků a v roce 1966 se rozpadla.

## Diskografie
- R&B from the Marquee (1962)
- At the Cavern (1964)
- Red Hot from Alex (1964)
- Sky High (1965)